# 卡尼亚达德韦纳坦杜斯
卡尼亚达德韦纳坦杜斯，是西班牙阿拉贡自治区特鲁埃尔省的一个市镇。总面积35平方公里，总人口58人（2001年），人口密度2人/平方公里。